# Okop
Okop (Bulgaars: Окоп) is een dorp (село) in Bulgarije. Het is gelegen in de gemeente Toendzja, oblast  Jambol en telde op 31 december 2018 zo’n 572 inwoners. De oude naam van het dorp is  Indzjeksarli  (Bulgaars: Инджексарли).

## Bevolking
Op 31 december 2018 telde het dorp zo’n 572 inwoners. Dit is een halvering vergeleken met 1.141 inwoners kort na de Tweede Wereldoorlog. 
| dorp Okop | 1.054 | 1.141 | 944 | 842 | 890 | 803 | 808 | 806 | 679 | 572 |

Ongeveer 88% van de bevolking bestaat uit etnische Bulgaren, 9% uit Roma en 2,5% uit Bulgaarse Turken.  De bevolking bestaat hoofdzakelijk uit christenen, behorend tot de Bulgaars-Orthodoxe Kerk (~99%) en tot de evangelische kerk (~1%). De jaarlijkse kerkvergadering vindt plaats op 24 mei. 